# MSR Tools
MSR Tools — генератор статистики для кода находящегося в  системе контроля версий. Позволяет выполнять расчёт различных метрик (количество строк кода, плотность ошибок и др.) для ограниченных множеств кода. Такие множества могут быть заданы различными условиями: принадлежность конкретному разработчику, нахождение в определённом файле, существование в определённой ревизии и т. п.

## Возможности
- Не зависит от языка программирования
- Импорт данных из системы контроля версий в реляционную базу данных (поддерживаются Subversion, Git)
- Генерация статистики в html

## Применение
- Оценка качества ПО и кода как в целом так и отдельных его частей
- Оценка работы программистов
- Выявление проблемных участков кода